# Kuzinellus ignavus
Kuzinellus ignavus är en spindeldjursart som först beskrevs av Chaudhri, Akbar och Rasool 1974.  Kuzinellus ignavus ingår i släktet Kuzinellus och familjen Phytoseiidae. Inga underarter finns listade i Catalogue of Life.